# شهرستان سونگیانگ
شهرستان سونگیانگ (به لاتین: Songyang County) یک شهرستان‌های جمهوری خلق چین در چین است که در لیشای واقع شده‌است.